# Peundeuy (plaats)
Peundeuy is een bestuurslaag in het regentschap Garut van de provincie West-Java, Indonesië. Peundeuy telt 4336 inwoners (volkstelling 2010).